# Pseudorectes incertus
Pseudorectes incertus е вид птица от семейство Pachycephalidae. Видът е почти застрашен от изчезване.

## Разпространение
Видът е разпространен в Индонезия и Папуа Нова Гвинея.